# Guineabugten
1°0′N 4°0′Ø / 1.000°N 4.000°Ø
Guineabugten er den del af Atlanterhavet, der ligger sydvest for Afrika. Bugten anses for at være jordens geografiske centrum, fordi den ligger på både 0° længde og bredde (der hvor ækvator og nulmeridianen mødes).
Bugtens navn stammer fra tidligere navne på Afrikas kyst: Vestafrikas sydlige kyst, nord for Guineabugten, blev historisk kaldt "Øvre Guinea". Det sydlige Afrikas vestkyst, beliggende øst fra Guineabugten, blev historisk kaldt "Nedre Guinea". Navnet Guinea er stadig knyttet til tre afrikanske lande: Guinea, Guinea-Bissau og Ækvatorialguinea, foruden Ny Guinea i Melanesien.
Fire lande i Øvre Guinea har, eller har haft, navne, der stammer fra kolonitiden: Peberkysten (det nuværende Liberia), Elfenbenskysten (Côte d'Ivoire), Guldkysten (det nuværende Ghana) og Slavekysten (det nuværende Togo, Benin og den vestlige del af Nigeria). Navnene beretter om de foretrukne 'handelsvarer' på de enkelte kyststrækninger.
I bugten ligger øerne São Tomé og Príncipe, der tilsammen er et uafhængigt land, samt Bioko og Annobón, der tilhører Ækvatorialguinea. Øerne blev skabt af et vulkansk hot spot, som også skabte Mount Cameroon på det afrikanske fastland, og kaldes samlet for Cameroun-linjen.
Blandt de mange floder, der munder ud i Guineabugten, er Niger, Volta og Congofloden. Beninbugten og Bonnybugten (tidligere Biafrabugten) udgør en del af Guineabugten.